# (16583) Oersted
(16583) Oersted  es un asteroide perteneciente al cinturón de asteroides, descubierto el 26 de julio de 1992 por Eric Walter Elst desde el Observatorio de La Silla, en Chile.

## Designación y nombre
Oersted se designó inicialmente como 1992 OH2.
Más adelante fue nombrado en honor al físico y químico danés Hans Christian Ørsted (1777-1851).

## Características orbitales
Oersted orbita a una distancia media del Sol de 3,2328 ua, pudiendo acercarse hasta 3,0660 ua y alejarse hasta 3,3997 ua. Tiene una excentricidad de 0,0515 y una inclinación orbital de 22,6286° grados. Emplea en completar una órbita alrededor del Sol 2123 días.

## Características físicas
Su magnitud absoluta es 12,2. Tiene 22,102 km de diámetro. Su albedo se estima en 0,045.